# 이진화 (배구 선수)
이진화(1991년 7월 8일 ~ )는 마산제일여자중학교-남성여자고등학교 출신의 배구 선수이다. 남성여고를 졸업한후 수원시청에서 뛰었다.
2012년 드래프트에 참가하여 흥국생명 배구단에 1라운드 2순위로 지명되었다. 당시 실업선수로는 최초로 신인드래프트에서 지명되어 큰 화제거리이기도 하였다.
프로데뷔 후에는 강약조절을 바탕으로 한 화끈한 공격력으로 주목을 받았으며 실업무대 출신답게 매경기 독기오른 모습을 보여 많은 기대를 받았다.
2014년 시즌 종료 후 부상으로 인해 자유계약선수로 풀렸다.

## 경력
- 마산제일여자중학교 졸업
- 남성여자고등학교 졸업
- 수원시청배구단
- 2012년 흥국생명 핑크스파이더스 1라운드 2순위지명

## 수상 경력
- 2003년 제 58회 남녀종별배구선수권대회 초등부 수비상
- 2009 춘계남녀 중고등학교 배구연맹전 여고부우수선수
- 전곡항 여자비치발리볼대회준우승

## 국가대표 경력
- 2010 동아시아배구선수권대회 여자대표팀